# Theodor Müncker
Theodor Müncker (* 3. März 1887 in Uerdingen; † 27. Dezember 1960 ebenda) war ein deutscher römisch-katholischer Priester und Moraltheologe.

## Leben
Theodor Müncker besuchte das Priesterseminar Collegium Leoninum in Bonn. 1922 wurde er an der Rheinischen Friedrich-Wilhelms-Universität Bonn mit der Arbeit Der psychische Zwang und seine Beziehungen zu Moral und Pastoral zum Dr. theol. promoviert. Er war später Ordinarius für Moraltheologie an der Universität Passau, später an der Albert-Ludwigs-Universität Freiburg.
Sein Werk Die psychologischen Grundlagen der katholischen Sittenlehre gehörte zum Standardwerk der katholischen Moraltheologie.
Zusammen mit Theodor Steinbüchel und anderen engagierten Theologen in Bonn bildete er den damals viel beachteten Fritz-Tillmann-Kreis.
Theodor Müncker wurde zum Prälaten ernannt. Er war Ehrenmitglied der Studentenverbindung K.St.V. Bavaria in Freiburg im Breisgau im KV.

## Schriften
- Der psychische Zwang und seine Beziehungen zu Moral und Pastoral. In: Abhandlungen aus Ethik und Moral. Band 2. Schwann, Düsseldorf 1922 (Zugleich Dissertation an der Universität Bonn 1922).
- Theodor Steinbüchel (Hrsg.): Das Bild vom Menschen. Beiträge zur theologischen und philosophischen Anthropologie. Schwann, Düsseldorf 1934 (Festschrift für Fritz Tillmann zum 60. Geburtstag (1. November 1934) gewidmet von Schülern und Freunden).
- Die psychologischen Grundlagen der katholischen Sittenlehre. In: Handbuch der katholischen Sittenlehre. 3. Auflage. Band 2. Patmos, Düsseldorf 1948 (4. Auflage 1953).
- mit Theodor Steinbüchel (Hrsg.): Aus Theologie und Philosophie. Festschrift für Fritz Tillmann zu seinem 75. Geburtstag (1. November 1949). Patmos, Düsseldorf 1950.